# 靈 (電影)
《靈》（韓語：령），是2004年上映的韓國恐怖電影。是金泰京導演的電影處女作。

## 劇情介紹
智源是個大學生但她患有失憶症，很多以往的事情她都不記得。她曾經努力尋找過屬於自己的過去，而腦中的記憶卻十分模糊。但最近開始發生的一些怪事，她也常作惡夢。恐怖的有詭異的事情接連發生，智源不記得的過去好友們相繼以詭異的方式死亡，她們明明是在大廈裡，死因卻都是淹死的。智源開始追查自己失去的記憶，卻不敢相信那是自己。

## 演員
- 金荷娜 飾 閔智媛
- 柳鎮 飾 俊浩
- 南相美 飾 素英
- 申異 飾 美京
- 全慧彬 飾 金恩淑
- 全惠珠 飾 歐玉珍
- 李允智 飾 歐恩珍（歐玉珍妹妹）

## 外部連結
- Daum電影 （页面存档备份，存于）